# Небилів
Неби́лів — село Калуського району Івано-Франківської області. Входить до складу Перегінської селищної громади. Колишній центр сільської ради.

## Загальні відомості
Розташоване за 38 км від районного центру, м Калуша, і за 25 км від залізничної станції Рожнятів (с. Креховичі).
Селом проходить дорога, яке веде до гірського села Осмолоди. Сільраді були підпорядковані населені пункти Ловаги та Слобода-Небилівська. У селі є середня школа, клуб, бібліотека, тубдиспансер.

## Географія
Селом протікають річки Лімниця і Турава.

## Історія
Село було засноване в 1555 р. На це вказує люстрація 1565 року: «Село над потоком Лімниця заселено 10 років тому за правом волоським, у ньому селяни поселились, з яких ще жодної данини не стягнуто, бо мають ще 3 роки свободи з тієї причини, що у великих лісах осіли, а є їх тимчасом 8, їх імена: Абрам, Петро, Пець, Федько, ці стягують мито на дорогах і лісових пасовищах, Ілько, Дмитро, Матвій, Сень». Небилів належав до Калуського староства Галицької землі. Власне, ініціатором заснування села виступив тодішній староста Миколай Сенявський.
У люстрації 1569 село згадується під двома назвами — «Łomnicza albo Niebiłow wiesz».
У 1648 році жителі села брали активну участь у народному повстанні, за що їх очікувала кривава розправа після відходу Хмельницького.
У 1880 році село належало до Калуського повіту, у селі було 1602 мешканці та 20 мешканців на території фільварку (11 римо-католиків, решта — греко-католики).
1891 — мешканці Небилова Іван Пилипів та Василь Єлиняк виїхали до Канади, поклавши початок українській діаспорі в цій країні. З нагоди 75-річчя поселення перших українців у Канаді (1966) село відвідали син Івана Пилипіва В. І. Пилипів та український прорадянський діяч із Канади Петро Кравчук. У селі встановлений пам'ятник знак на честь перших емігрантів до Канади.
На початку XX ст. у Небилові виявили нафтовмісні пласти, їхню розробку провадили з 1936 року.
У 1939 році в селі проживало 2560 мешканців (2500 українців, 30 поляків і 30 євреїв).
На території села були розміщені дві бригади колгоспу «Більшовик», за якими були закріплені 1 300 га сільськогосподарських угідь, зокрема 750 га орної землі, 550 га пасовиськ. На початку 1970-х рр. населення села становило 2809 осіб. За радянських часів вищу та середню освіту здобуло 105 вихідців з Небилова; тут було споруджено понад 460 житлових будинків.

## Населення

### Мова
Розподіл населення за рідною мовою за даними перепису 2001 року:
| Мова            | Кількість | Відсоток |
| --------------- | --------- | -------- |
| українська      | 3381      | 99.44%   |
| російська       | 18        | 0.53%    |
| інші/не вказали | 1         | 0.03%    |
| Усього          | 3400      | 100%     |

## Церква[11]
Церква святого Архистратига Михаїла вперше згадується 1685 року у реєстрі про сплату 10 злотих катедратика (столового податку). У протоколах генеральних візитацій Львівсько-Галицько-Кам'янецької єпархії 1740—1755 рр. церква святого Архистратига Михаїла описується як дерев'яна, добра, парох — Петро Гнатківський, висвячений у 1716 році Митрополитом Атанасієм Шептицьким, 60 парафіян-господарів.
Австрійська армія реквізувала в серпні 1916 р. у небилівській церкві 6 дзвонів діаметром 110, 100, 90, 50, 40, 30 см, виготовлених у 1891—1914 рр. Після війни польська влада отримала від Австрії компенсацію за дзвони, але громаді села грошей не перерахувала.

## Відомі люди
- Єлиняк (Ілиняк) Василь — один з перших поселенців у Канаді
- Пилипів Іван — один з перших поселенців у Канаді
- Рожко Михайло Федорович — український краєзнавець, історик, археолог.
- Лімниченко Василь (1899—1949) — український поет, прозаїк, драматург, публіцист, перекладач. Справжнє прізвище — Мельник. Народився на хуторі поблизу Небилова.